# نیکلا کانتلو
نیکلا کانتلو به (به فرانسوی: Nicolas Canteloup) در ۴ نوامبر ۱۹۶۰شهر مرینیک، ژیروند در فرانسه متولد شد. او در سال ۱۹۹۰ کار خود را به عنوان گوینده در رادیو و تلویزیون آغاز کرد. و در حال حاضر به عنوان کمدین و صداپیشه در چندین برنامه رادیو و تلویزیون فعالیت می‌کند.